# کونالبومین

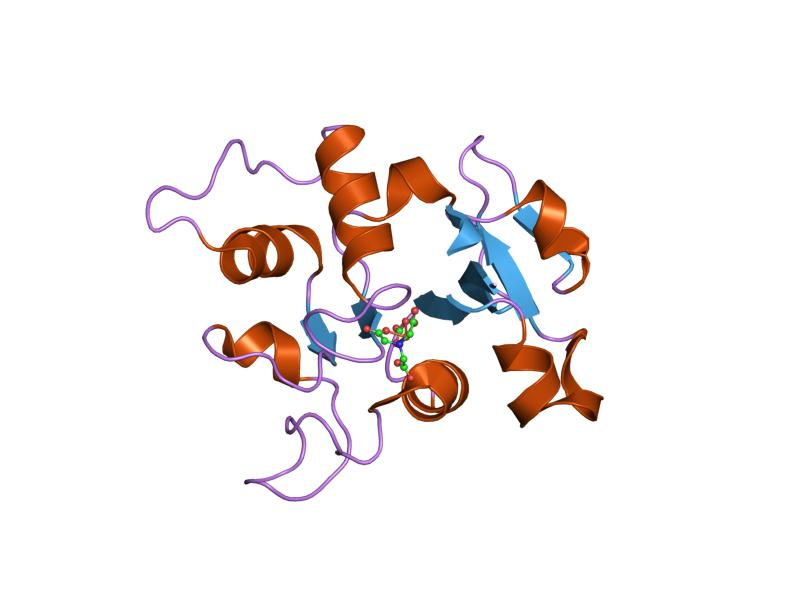

کونالبومین (انگلیسی: Conalbumin) یکی از آلبومین‌های تشکیل دهندهٔ سفیده تخم‌مرغ است. سفیده تخم مرغ از چندین آلبومین گوناگون تشکیل شده‌است که کونالبومین قابل اطمینان‌ترین آنهاست. این ماده دارای وزن مولکولی ۷۶۰۰۰ دالتون است و شامل حدود ۷۰۰ اسید آمینه است. کونالبومین حدود ۱۳٪ از آلبومین‌های تخم مرغ را تشکیل می‌دهد (در مقایسه با اوآلبومین که شامل ۵۴٪ از آلبومین‌های سفیده است).